# ريتش بويغ
ريتش بويغ (بالإنجليزية: Rich Puig)‏ هو لاعب كرة قاعدة أمريكي، ولد في 16 مارس 1953 في تامبا في الولايات المتحدة.

## وصلات خارجية
- ريتش بويغ على موقع دوري كرة القاعدة الرئيسي (الإنجليزية)
- ريتش بويغ على موقعبيزبول رفرنس.كوم (الدوري الرئيسي) (الإنجليزية)
- ريتش بويغ على موقعبيزبول رفرنس.كوم (الدوري الثانوي) (الإنجليزية)
- ريتش بويغ على موقع إي إس بي إن.كوم (أم.أل.بي) (الإنجليزية)
- ريتش بويغ على موقع مشجعي الرسوم البيانية (الإنجليزية)